# Oscar Heiler

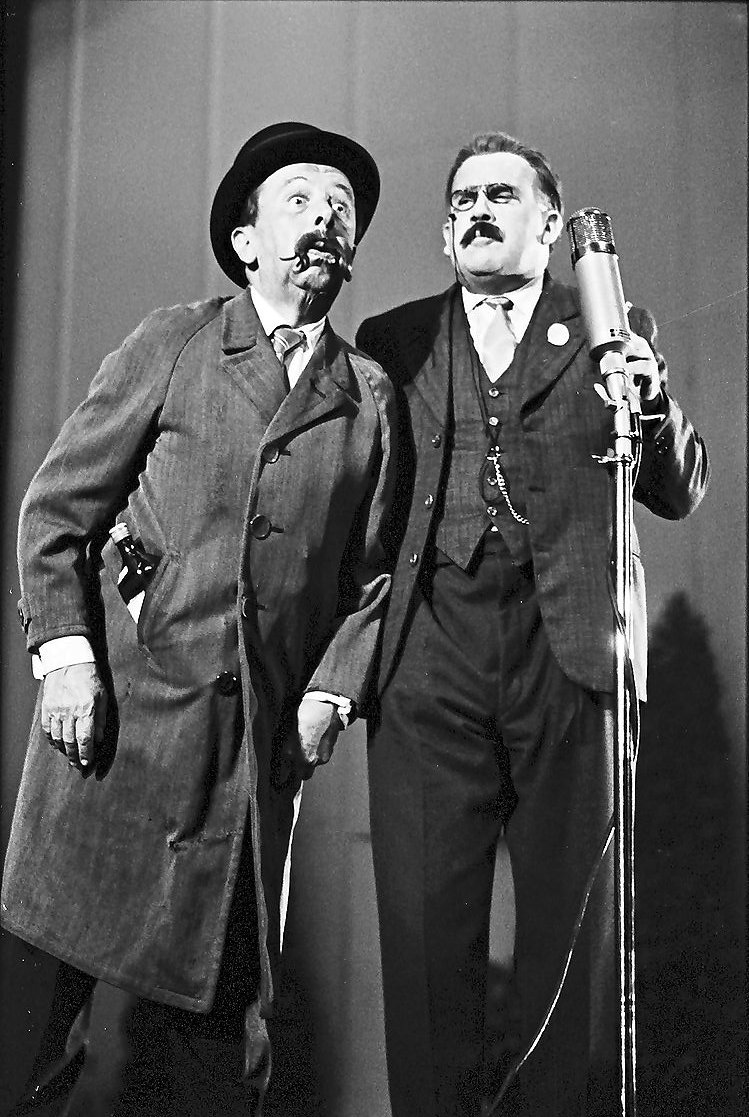
Oscar Heiler (rechts) mit Willy Reichert als Häberle und Pfleiderer, 1960

Oscar Heiler (* 23. November 1906 in Stuttgart; † 9. April 1995 ebenda) war ein deutscher Schauspieler und Komiker. Besondere Popularität – auch außerhalb des Schwabenlandes – erlangten Heiler und sein Bühnenpartner Willy Reichert mit ihren Figuren Häberle und Pfleiderer (Oscar Heiler als Häberle, Willy Reichert als Pfleiderer).

## Leben
Oscar Heiler begann nach Abschluss des Abiturs auf dem Karls-Gymnasium in Stuttgart 1925 mit einer Buchhandelslehre. Am Stuttgarter Schauspielhaus startete 1928 seine Schauspielerkarriere. Während einer Bühnenprobe im Jahr 1930 brach sich Heiler ohne äußerliche Einwirkungen das rechte Bein. Im Krankenhaus stellten die Ärzte einen Knochentumor im Bein als Ursache für den Bruch fest. Ihm wurde daraufhin sein verletztes Bein amputiert und er musste fortan eine Prothese tragen. Ab 1930 stand er regelmäßig mit Willy Reichert als Häberle und Pfleiderer auf der Varietébühne des Stuttgarter Friedrichsbaus.
Heiler lebte in Stuttgart-Gablenberg in der Klingenstraße 88 im ersten Stock in einer Vier-Zimmer-Wohnung. Da sich in dieser Wohnung zur gleichen Zeit auch eine Zahnarztpraxis befand, hatte Heiler nur ein kleineres Zimmer. Danach zog Heiler in die Parallelstraße, die Bergstraße 86, und blieb dort wohnen. Bis 1983 war er mit Lydia Jahn verheiratet. Sein Grab befindet sich im Uff-Kirchhof in Stuttgart-Bad Cannstatt. Vor dem Friedrichsbau wurde 1994 das bronzene Standbild Häberle und Pfleiderer aufgestellt.

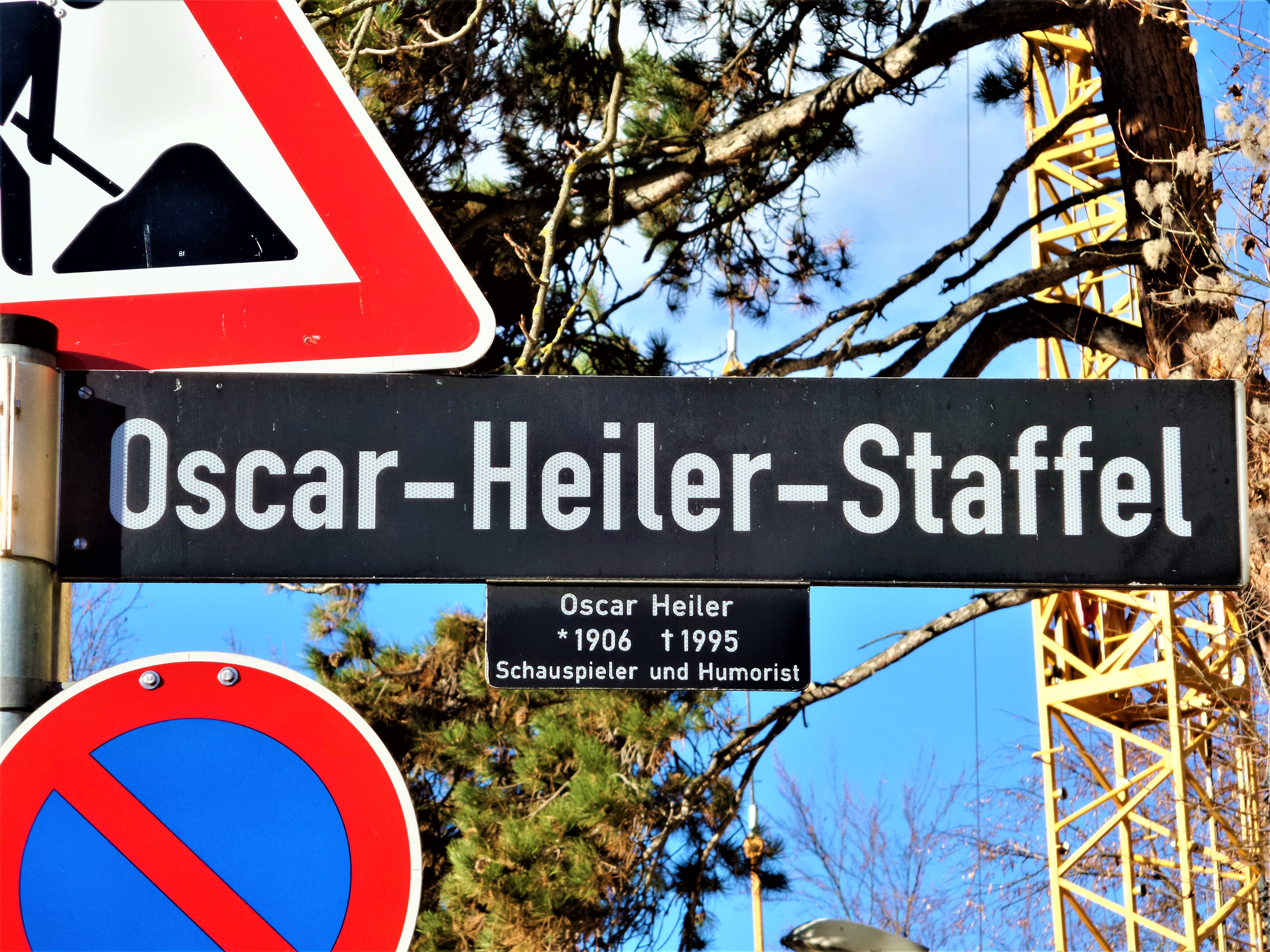
Oscar-Heiler-Staffel in Stuttgart-Süd

Die Oscar-Heiler-Staffel zur Karlshöhe in Stuttgart-Süd wurde nach ihm benannt.

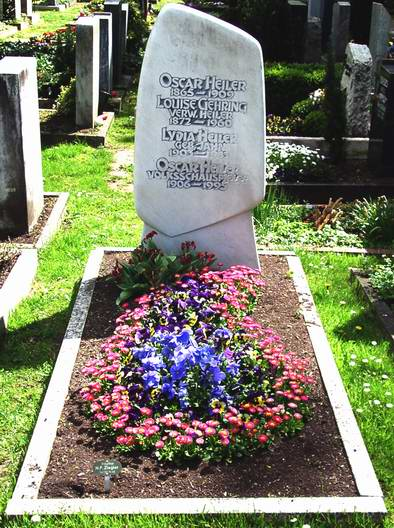
Heilers Grab in Bad Cannstatt

## Ehrungen
- 1972: Verdienstkreuz am Bande der Bundesrepublik Deutschland
- 1987: Verdienstkreuz 1. Klasse der Bundesrepublik Deutschland
- 1991: Bürgermedaille der Stadt Stuttgart

## Filmografie
- 1953: Die Mühle im Schwarzwäldertal
- 1956: Die Rosel vom Schwarzwald
- 1963: Schwäbische Geschichten (Pfisterer) – Fernsehserie
- 1966: Guten Abend … – Fernsehsendung
- 1968: Chronik der Familie Nägele (Adolf Neschtle) – Fernsehserie
- 1970: Kapitän Harmsen (Fernsehserie) – Adios, Kopenhagen!
- 1971: Tommi und kein Telefon (Pförtner) – Fernsehsendung
- 1973: Alter Kahn und junge Liebe
- 1975: Tatort – Schöne Belinda (Rentner)
- 1977: Meine Mieter sind die besten – Fernsehserie
- 1977: Tatort – Himmelblau mit Silberstreifen (Rentner)
- 1983: Geschichten aus der Heimat (Fernsehserie) Folge: Ein Zahnarzt ist auch nur ein Mensch
- 1992: Der König von Bärenbach – Fernsehserie
- 1995: Tatort – Bienzle und der Mord im Park

## Hörspiele
- 1948: Familientag bei Scheuffeles (Friseur Lächele) – Regie: Paul Land
- 1952: Die Abenteuer des Herrn Pfleiderer (Häberle) von Wolf Schmidt – Regie: Paul Land, mit Willy Reichert als Pfleiderer
  - 14. Folge: Das Fräulein „von“
  - 16. Folge: Die Vormundschaft)
- 1957/58: Häberle und Pfleiderer auf Weltreise (Häberle) von Werner Illing – Regie: Paul Land, mit Willy Reichert als Pfleiderer

1. 26.10.: Die Safari
2. 9.11.: Das indische Abenteuer
3. 23.11.: Dämonisches auf Java
4. 7.12.: Opium, Spielhölle und Diamanten
5. 4.01.: Bei den Geishas
6. 18.01.: USA
7. 1.02.: Die Heimkehr

- 1976: Dr. Enteklemmer (Friedrich Übelmesser, Kommissionär) (nach Der Geizige von Molière – Regie: Alfred Kirchner